# Liste d'organisations de défense des droits des LGBT
Ceci est une liste d'organisations de défense des droits des LGBT dans le monde. Pour les groupes ou organisations sociaux et de soutien affiliés à des organisations religieuses traditionnelles, veuillez consulter la liste des organisations et conférences liées aux LGBT (en). Pour les organisations affiliées à des partis politiques, veuillez consulter la liste des organisations LGBT affiliées à des partis politiques (en). 

## International
- Bi social network[1]
- Fondation Al-Fatiha (disparue)
- Association internationale des lesbiennes, des gays, des personnes bisexuelles, trans et intersexes (ILGA)[1]
- IGLYO (en)
- Association internationale du droit des lesbiennes, des gays, des bisexuels, des transgenres et des intersexes (ILGLaw) (en)
- International Lesbian Information Service (disparu)
- Chemin de fer iranien pour les réfugiés queer (en)
- PORTE
- Respect mondial dans l'éducation (GRIN) (en)
- Association internationale du sport gay et lesbien (GLISA) (en)
- The Kaleidoscope Trust (en)
- Organisation Intersex International (OII)
- OutRight Action International (anciennement IGLHRC)
- Stonewall (en)
- Trans March

## Afrique

### Algérie
- Tranz Homos DZ (en)

### Afrique du Sud
- Intersex Afrique du Sud

### Côte d'Ivoire
- QET Inclusion

### Maroc
- Kifkif

### Tunisie
- Shams

### Ouganda
- Minorités sexuelles en Ouganda (SMUG) (en)[2]
- Freedom and Roam Uganda

### Zimbabwe
- Une association de personnes LGBTI au Zimbabwe

## Asie
- Réseau lesbien asiatique (en)

### Chine
- Oii-Chinese (en)
- DiversityUNNC (en) - Ningbo

### Bangladesh
- Boys of Bangladesh

### Taïwan
- Alliance de Taiwan pour promouvoir les droits de partenariat civil (TAPCPR) (en)
- Association des droits de genre / sexualité de Taiwan (GSRAT) (en)
- Taiwan Tongzhi Hotline Association (TTHA) (en)

### Inde
- Humsafar Trust (en)
- Naz Foundation (India) Trust
- Udaan Trust (en)
- Orinam (en)
- Queerala (en)
- Sangama (groupe des droits de l'homme) (en)
- Good As You (en)

### Sri Lanka
- Terrain égal (en)

### Iran
- Iranian Queer Organization (en) (basé au Canada)
- Iranian Railroad for Queer Refugees (en) (basé au Canada)

### Israël
- Association israélienne des gays, lesbiennes, bisexuels et transgenres (en)
- Israël Gay Youth (IGY) (en)
- Portes ouvertes à Jérusalem (en)
- Tehila (en)

### Liban
- Helem
- Meem (en)

### Népal
- Blue Diamond Society

Fédération des minorités sexuelles et de genre Népal 

### Philippines
- Rainbow Rights Project Inc.[3]
- GALANG
- Lagablab
- Transgender  Philippine
- ProGay Philippine

### Singapour
- Les gens comme nous (PLU) (en)
- Pink Dot SG (en)
- Jeunes ici (en)

### Corée du Sud
- Solidarité pour les droits humains LGBT de Corée (en)

## Australie et Océanie

### Australie
- Groupe de soutien du syndrome d'insensibilité aux androgènes Australie (AISSGA) (en)
- Archives australiennes des lesbiennes et des gays (ALGA) (en)
- Égalité de mariage en Australie (AME) (en)
- Coalition of Activist Lesbians Australia (COAL) (en)
- Action communautaire contre l'homophobie (CAAH) (en)
- Fondation Kaleidoscope Australie pour les droits de l'homme (KAHRF) (en)
- Alliance nationale LGBTI pour la santé (en)
- Organisation Intersex International Australia (OII Australie) (en)
- Transgenre Victoria
- Lobby victorien pour les droits des homosexuels et des lesbiennes (VGLRL) (en)
- Zoe Belle Gender Center (ZBGC) (en)

### Nouvelle-Zélande
- Intersex Trust Aotearoa Nouvelle-Zélande (en)

## Europe
- Intergroupe du Parlement européen sur les droits des LGBT
- ELC*
- ILGA-Europe
- Réseau LGBT (en)
- OII Europe (en)
- Transgenre Europe (TGeu)

### Autriche
- Tribunal international des droits de l'homme (en)

### Biélorussie
- Projet LGBT pour les droits de l'homme "GayBelarus" (en)

### Bosnie Herzégovine
- Sarajevski Otvoreni Centar (en) (Centre ouvert de Sarajevo)

### Bulgarie
- BGO Gemini

### Catalogne
- Front d'Alliberament Gai de Catalunya

### Croatie
- Zagreb Pride (en)

### Chypre
- Mouvement de libération gay chypriote

### Danemark
- LGBT Danmark (en)
- Copenhagen Pride (en)

### Espagne
- Movimiento Español de Liberación Homosexual
- Front de Libération Gay de Catalogne
- Casal Lambda
- Kifkif

### Estonie
- Geikristlaste Kogu (en)

### Îles Féroé
- Friðarbogin (en)

### Finlande
- Pink rose (en)
- Seta - Droits LGBTI en Finlande

### France
- Action révolutionnaire LGBTI[4]
- Association Coming out
- Acceptess-T
- Act Up, Act Up-Paris
- Arcadie
- Association des gays et lesbiennes arméniens de France
- Association des Parents et futurs parents Gays et Lesbiens (APGL)
- Association Mes Deux Papas
- Bi'Cause
- Collectif famille·s
- Espace Santé Trans
- Fédération LGBTI+
- GayLib
- Homosexualités et Socialisme
- Inter-LGBT[5],[6]
- Le Refuge
- SOS homophobie
- Tous avec Le Petit Marcel
- Urgence Homophobie

### Géorgie
- Identoba (en)

### Allemagne
- Fédération lesbienne et gay d'Allemagne (LSVD)

### Grèce
- Color Youth Athens LGBTQ Youth Community

### Groenland
- LGBT Qaamaneq (en)

### Hongrie
- Háttér Society (en)
- Hungarian LGBT Alliance (en)
- Labrisz Lesbian Association (en)

### Islande
- Samtökin '78 (en)

### Irlande
- Campagne pour la réforme du droit homosexuel (en)
- LGBT Ireland (en)
- Gay Doctors Ireland (en)
- Fédération nationale LGBT (en)
- Union des étudiants d'Irlande (en)

### Italie
- Arcigay
- Cercle de la culture homosexuelle Mario Mieli (en)

### Lituanie
- Ligue gay lituanienne

### Les Pays-Bas
- COC Nederland

### Norvège
- Association nationale norvégienne pour la libération des lesbiennes et des gays (LLH)

### Pologne
- Campagne contre l'homophobie (KPH)
- Lambda Warszawa (en)

### Roumanie
- Accept (en)
- Be An Angel (en)

### Russie
- Children-404 (en) : un projet Internet public russe qui soutient les adolescents homosexuels, bisexuels et transgenres en Russie. 404 fait allusion au message d'erreur Internet " Erreur 404 - Page non trouvée " et fait référence à l'ignorance de l'existence d'adolescents LGBT par la société et l'établissement russes.
- Projet LGBT pour les droits de l'homme Gayrussia.ru
- Réseau LGBT russe (en)

### Écosse
- Réseau d'égalité (en)
- Réseau LGBT (en)
- LGBT Youth Scotland (en)
- Outright Scotland (en)

### Serbie
- Centre d'information sur les lesbiennes et les gays (en)

### Espagne
- Federación Estatal de Lesbianas, Gays, Transexuales y Bisexuales (en)

### Suède
- HomO (en), Ombudsman contre la discrimination fondée sur l'orientation sexuelle (bureau du gouvernement)
- Fédération suédoise des droits des lesbiennes, des gays, des bisexuels et des transgenres (RFSL) (en)

### Suisse
- Asile LGBT Genève[7]
- Dialogai
- Lestime
- 360°
- ILGA
- Le Refuge Genève
- VoGay

### Turquie
- KAOS GL
- Lambdaistanbul
- LEGATO (en), groupe LGBT d'étudiants universitaires et d'universitaires avec une organisation nationale

### Royaume-Uni
- Groupe consultatif des hommes gais noirs (en)
- Cara-Friend (Irlande du Nord) (en)
- Intersex UK (en)
- The Kaleidoscope Trust (en)
- Fondation LGBT (en) (anciennement Lesbian and Gay Foundation)
- LGBT Humanists UK
- Fondation Peter Tatchell (en)
- Stonewall (en)

## Amérique du Nord

### Bahamas
- Alliance arc-en-ciel des Bahamas (en)

### Canada
- Fondation Community One (en)
- Egale Canada (en), anciennement Égalité pour les gais et lesbiennes partout
- Groupe Gender Mosaic (en)
- Chemin de fer iranien pour les réfugiés queer (en)
- Organisation queer iranienne (en)
- Lambda Fondation (en)
- PFLAG Canada (en)
- ProudPolitics (en)
- Qmunity (en) (Vancouver, Colombie-Britannique)
- Rainbow Railroad (en)
- Soutenir nos jeunes (en)
- Centre communautaire des gais et lesbiennes de Montréal[8]
- Réseau des Lesbiennes du Québec
- Interligne
- Fondation Émergence
- Arc-en-ciel d'Afrique
- Centre de solidarité lesbienne
- GRIS (Groupe de Recherche et d'Intervention Sociale)
- Aide aux Trans du Québec (ATQ)
- RÉZO
- Archives gaies du Québec (AGQ)
- Archives lesbiennes du Québec
- Conseil québécois LGBT
- Chambre de commerce LGBT
- Équipe Montréal
- Les Panthères Roses
- 519  Community  Centre (centre   communautaire LGBT de Toronto)[9],[10]
- Lesbian and Gay Community  Appeal[9]

### Jamaïque
- Forum jamaïcain pour les lesbiennes, les homosexuels et les gays (JFLAG)

### États Unis
- BiNet USA[11]
- LGBT national help center[12]
- Spectra (association mathématique)

## Amérique du Sud

### Brésil
- Grupo Gay da Bahia (GGB)

### Chili
- Movimiento de Integración y Liberación Homosexual (MOVILH) (en)
- La Colectiva Lésbica Ayuquelén

### Colombie
- Colombia Diversa (en)

### Équateur
- Fundación Ecuatoriana Equidad (en)

### Guyane
- Société contre la discrimination fondée sur l'orientation sexuelle (SASOD) (en)

## Voir également
- Droits LGBT par pays ou territoire
- Liste des organisations intersexes (en)
- Liste des organisations de défense des droits des transgenres